# コルネリス・ベルクハウアー

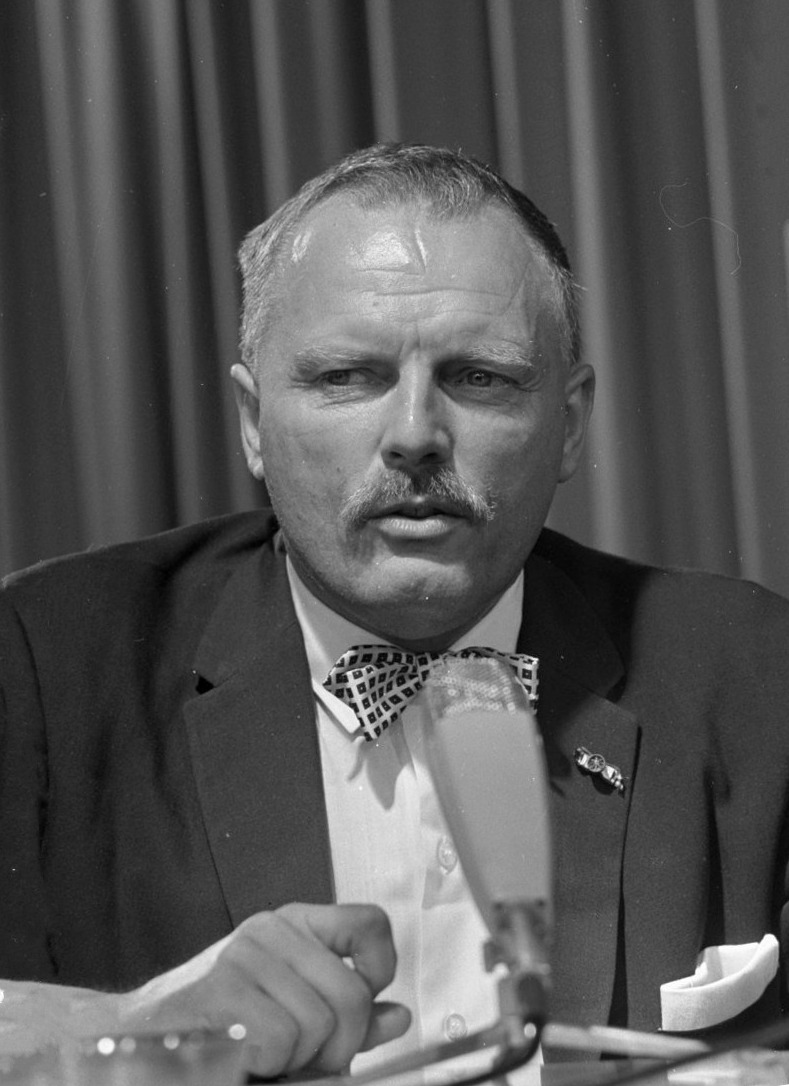
Cornelis Berkhouwer

コルネリス・ベルクハウアー（Cornelis Berkhouwer, 1919年3月19日 - 1992年10月5日）は、オランダの政治家。自由民主国民党に所属し、1956年から1984年にかけて欧州議会議員を務めた。1973年3月13日から1975年3月10日まで欧州議会議長を務めた。